# Циклін-залежна кіназа 10
CDK10 (англ. Cyclin dependent kinase 10) – білок, який кодується однойменним геном, розташованим у людей на короткому плечі 16-ї хромосоми. Довжина поліпептидного ланцюга білка становить 360 амінокислот, а молекулярна маса — 41 038.
| 10         |  | 20         |  | 30         |  | 40         |  | 50         |
| ---------- |  | ---------- |  | ---------- |  | ---------- |  | ---------- |
| MAEPDLECEQ |  | IRLKCIRKEG |  | FFTVPPEHRL |  | GRCRSVKEFE |  | KLNRIGEGTY |
| GIVYRARDTQ |  | TDEIVALKKV |  | RMDKEKDGIP |  | ISSLREITLL |  | LRLRHPNIVE |
| LKEVVVGNHL |  | ESIFLVMGYC |  | EQDLASLLEN |  | MPTPFSEAQV |  | KCIVLQVLRG |
| LQYLHRNFII |  | HRDLKVSNLL |  | MTDKGCVKTA |  | DFGLARAYGV |  | PVKPMTPKVV |
| TLWYRAPELL |  | LGTTTQTTSI |  | DMWAVGCILA |  | ELLAHRPLLP |  | GTSEIHQIDL |
| IVQLLGTPSE |  | NIWPGFSKLP |  | LVGQYSLRKQ |  | PYNNLKHKFP |  | WLSEAGLRLL |
| HFLFMYDPKK |  | RATAGDCLES |  | SYFKEKPLPC |  | EPELMPTFPH |  | HRNKRAAPAT |
| SEGQSKRCKP |  |            |  |            |  |            |  |            |

A: Аланін

C: Цистеїн

D: Аспарагінова кислота

E: Глутамінова кислота

F: Фенілаланін

G: Гліцин

H: Гістидин

I: Ізолейцин

K: Лізин

L: Лейцин

M: Метіонін

N: Аспарагін

P: Пролін

Q: Глутамін

R: Аргінін

S: Серин

T: Треонін

V: Валін

W: Триптофан

Кодований геном білок за функціями належить до трансфераз, кіназ, серин/треонінових протеїнкіназ, фосфопротеїнів. 
Задіяний у такому біологічному процесі, як альтернативний сплайсинг. 
Білок має сайт для зв'язування з АТФ, нуклеотидами. 